# Barbie e il regno segreto
Barbie e il regno segreto (Barbie and the Secret Door) è un film d'animazione del 2014 diretto da Karen J. Lloyd, ed è il 28° film di Barbie.
In Italia il film è stato proiettato in anteprima nelle multisale The Space Cinema il 27 e 28 settembre per poi essere distribuito in DVD e Blu-ray dall'8 ottobre.

## Trama
Alexa è una principessa molto timida di un regno moderno e contemporaneo che scopre una porta segreta che si apre su una terra magica, piena di fate, sirene e unicorni, ma anche in pericolo.

## Doppiaggio
| Personaggio | Doppiatore originale                                 | Doppiatore italiano                                   |
| ----------- | ---------------------------------------------------- | ----------------------------------------------------- |
| Alexa       | Kelly Sheridan (dialoghi), Brittany McDonald (canto) | Emanuela Pacotto (dialoghi), Greta Bortolotti (canto) |
| Nori        | Ashleigh Ball                                        | Paola Della Pasqua                                    |
| Romy        | Chanelle Peloso                                      | Daniela Fava                                          |
| Malucia     | Tabitha St. Germain                                  | Serena Clerici                                        |